# (9614) Cuvier
(9614) Cuvier  es un asteroide del cinturón principal perteneciente al cinturón de asteroides, región del sistema solar que se encuentra entre las órbitas de Marte y Júpiter.
Fue descubierto el 27 de enero de 1993 por el astrónomo belga Eric Walter Elst desde el Observatorio Astronómico de Calern.

## Designación y nombre
Designado provisionalmente como 1993 BQ4 fue nombrado en honor de Georges Cuvier (1769-1832) zoólogo francés que estableció las ciencias de la anatomía comparada y la paleontología.

## Características orbitales
(9614) Cuvier está situado a una distancia media del Sol de 2,291 ua, pudiendo alejarse hasta 2,517 ua y acercarse hasta 2,064 ua. Su excentricidad es 0,099 y la inclinación orbital 2,128 grados. Emplea 1266,24 días en completar una órbita alrededor del Sol.

## Características físicas
La magnitud absoluta de (9614) Cuvier es 14,65. Tiene 3,200 km de diámetro y su albedo se estima en 0,300.